# 두산큐벡스
두산큐벡스는 두산그룹 계열사로, 춘천에서 골프장 라데나골프클럽을 운영하는 레저 전문 기업이다.

## 라데나 골프클럽
- 개장일 : 1990년 9월 2일
- 규모 : 회원제 27홀
- 소재지 : 강원특별자치도 춘천시 신동면 칠전동길 72
- 회원수 : 정회원 총 1,159명

## 같이 보기
- 두산그룹
- 두산
- 두산 베어스
- 두산 핸드볼